# Чемпіонат Європи з дзюдо 2016
Чемпіонат Європи з дзюдо 2016 року пройшов у Казані з 21 по 24 квітня 2016 року.

## Результати

### Чоловіки
| Вагова категорія | Золото | Срібло | Бронза |
| ---------------- | --- | --- | --- |
| −60 кг           | Валіде Х'яр Франція | Орхан Сафаров Азербайджан | Ованес Давтян ВірменіяЕліос Манці Італія |
| −66 кг           | Важа Маргвелашвілі Грузія | Колін Оатес Велика Британія | Арсен Галстян РосіяФабіо Базіле Італія |
| −73 кг           | Рустам Оруджев Азербайджан | Лаша Шавдатуашвілі Грузія | Рок Дракшич СловеніяНазгар Таталашвілі Грузія |
| −81 кг           | Хасан Халмурзаєв Росія | Автанділ Чрікішвілі Грузія | Івайло Іванов БолгаріяРобін Пачек Швеція |
| −90 кг           | Варлам Ліпартеліані Грузія | Крістіан Тот Угорщина | Пйотр Кучера ПольщаМаркус Німан Швеція |
| −100 кг          | Генк Грол Нідерланди | Тома Нікіфоров Бельгія | Міхаель Коррел НідерландиГригорі Мінашкін Естонія |
| +100 кг          | Тедді Рінер Франція | Ор Сассон Ізраїль | Леван Матіашвілі ГрузіяДаніель Натеа Румунія |
| Команди          | Грузія Важа Маргвелашвілі Аміран Папінашвілі Назгар Таталашвілі Лаша Шавдатуашвілі Автанділ Чрікішвілі Георгій Папунаїшвілі Варлам Ліпартеліані Паата Гвініашвілі Леван Матіашвілі Адам Окруашвілі | Росія Анзар Арданов Арсен Галстян Зелімхан Оздоєв Уалі Куржев Станіслав Семенов Хасан Халмурзаєв Саід Емі Жамбеков Магоммед Магомедов Адлан Бісултанов Андрій Волков | Польща Александер Бета Павел Загроднік Даміан Сварновецький Лукаш Блах Якуб Кубієнєц Патрик Чєгомський Пйотр Кучера Каміль Грабовський Мацей Сарнацький Азербайджан Тарлан Карімов Вугар Шірінлі Фаган Гулузада Рустам Оруджев Рустам Алімлі Шахін Гахраманов Маммадалі Мехдієв Ельхан Маммадов Ушангі Кокаурі |

### Жінки
| Вагова категорія | Золото | Срібло | Бронза |
| ---------------- | --- | --- | --- |
| −48 кг           | Шарлін ван Снік Бельгія | Ева Черновіцкі Угорщина | Моніка Унгереану РумуніяДіляра Локманхекім Туреччина |
| −52 кг           | Майлінда Келменді Косово | Пріссіла Нєто Франція | Юлія Рижова РосіяАндреа Кіцу Румунія |
| −57 кг           | Отон Пав'я Франція | Івеліна Ілієва Болгарія | Тімма Нельсон-Леві ІзраїльНора Г'якова Косово |
| −63 кг           | Тіна Трстеняк Словенія | Катрін Унтервурзахер Австрія | Аніка ван Емден НідерландиКатерина Валькова Росія |
| −70 кг           | Жевріз Еман Франція | Естер Стам Грузія | Фанні Естелль Постів ФранціяСабіна Герчак Угорщина |
| −78 кг           | Одрі Тшемео Франція | Гюше Стенхейс Нідерланди | Луїза Мальцан НімеччинаНаталі Павелл Велика Британія |
| +78 кг           | Кайра Саїт Туреччина | Світлана Ярьомка Україна | Белкіз Зехра Кайя ТуреччинаЖасмін Кулбс Німеччина |
| Команди          | Польща Аната Перенц Кароліна П'єнковська Арлета Подоляк Анна Боровська Агата Оздоба Кароліна Талач Катаржина Клис Катаржина Фурманек Анна Залечна | Росія Юлія Казаріна Наталія Комова Дар'я Мажецька Тетяна Казенюк Дар'я Давидова Парі Суракатова Ірина Газієва Валентина Мальцева Ксенія Чібісова Віра Москалюк | Німеччина Марія Ертл Марін Крах Тереза Штолль Віола Вахтер Надяья Бажинські Ільяна Марзок Лаура Варгас-Кох Луїз Мальцан Каролін Вейс Франція Астрід Гето Лола Бенаррох Марго Піно Мелісса Гелейне Маделін Малонга |

### Медальний залік
*   Країна-господарка ( Росія)
| Місце               | Країна              | Золото | Срібло | Бронза | Загалом |
| ------------------- | ------------------- | ------ | ------ | ------ | ------- |
| 1                   | Франція             | 5      | 1      | 2      | 8       |
| 2                   | Грузія              | 3      | 3      | 2      | 8       |
| 3                   | Росія*              | 1      | 2      | 3      | 6       |
| 4                   | Нідерланди          | 1      | 1      | 2      | 4       |
| 5                   | Азербайджан         | 1      | 1      | 1      | 3       |
| 6                   | Бельгія             | 1      | 1      | 0      | 2       |
| 7                   | Польща              | 1      | 0      | 2      | 3       |
| 7                   | Туреччина           | 1      | 0      | 2      | 3       |
| 9                   | Косово              | 1      | 0      | 1      | 2       |
| 9                   | Словенія            | 1      | 0      | 1      | 2       |
| 11                  | Угорщина            | 0      | 2      | 1      | 3       |
| 12                  | Ізраїль             | 0      | 1      | 1      | 2       |
| 12                  | Болгарія            | 0      | 1      | 1      | 2       |
| 12                  | Велика Британія     | 0      | 1      | 1      | 2       |
| 15                  | Австрія             | 0      | 1      | 0      | 1       |
| 15                  | Україна             | 0      | 1      | 0      | 1       |
| 17                  | Німеччина           | 0      | 0      | 3      | 3       |
| 17                  | Румунія             | 0      | 0      | 3      | 3       |
| 19                  | Італія              | 0      | 0      | 2      | 2       |
| 19                  | Швеція              | 0      | 0      | 2      | 2       |
| 21                  | Вірменія            | 0      | 0      | 1      | 1       |
| 21                  | Естонія             | 0      | 0      | 1      | 1       |
| Загалом (22 збірні) | Загалом (22 збірні) | 16     | 16     | 32     | 64      |